# Plethodon welleri
Plethodon welleri — вид хвостатих амфібій родини Безлегеневі саламандри (Plethodontidae).

## Поширення
Вид є ендеміком США. Поширений у горах Грандфазер на сході країни в штаті Північна Кароліна, де зустрічається у помірних лісах та серед скель.

## Назва
Вид названий на честь американського герпетолога Ворта Гамільтона Веллера.